# (3511) Tsvetaeva
(3511) Tsvetaeva es un asteroide perteneciente al cinturón de asteroides, descubierto por Liudmila Zhuravliova junto a Liudmila Karachkina el 14 de octubre de 1982  desde el Observatorio Astrofísico de Crimea (República de Crimea).

## Designación y nombre
Designado provisionalmente como 1982 TC2. Fue nombrado Tsvetaeva en honor a la poetisa rusa soviética Marina Tsvetáyeva.